# Liberty Bell

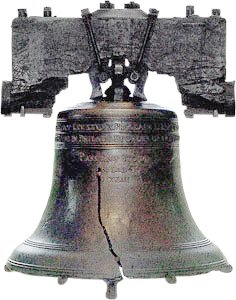
Liberty Bell

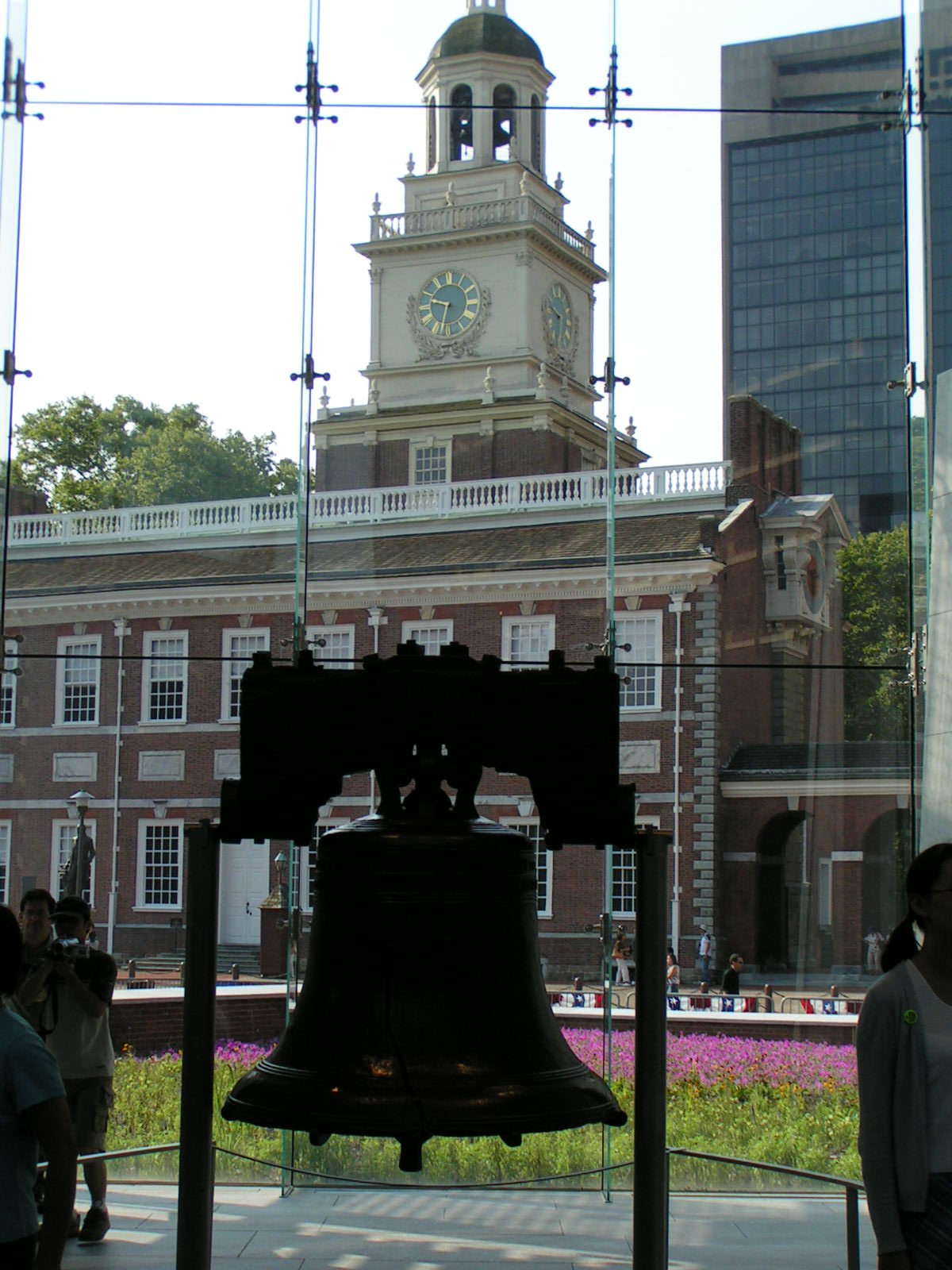
Liberty Bell

Liberty Bell (svenska: Frihetsklockan) är en klocka som finns i Philadelphia i USA.
Liberty Bell ringde i tornet i Pennsylvania State House vid det ögonblick då den amerikanska kongressen förklarade sin självständighet. Den har kommit att bli en viktig symbol och ingrediens i historieundervisningen i USA:s grundskolor. Det är möjligt att man ringde i klockan den 8 juli 1776 för att samla invånarna till den första uppläsningen av Självständighetsförklaringen, men den fick namnet Liberty Bell först 1837 när den blev en symbol för kampen för slaveriets upphörande.
Liberty Bell göts i London av Whitechapel Bell Foundry. Den väger nästan ett ton och är 3,7 meter i omkrets.